# Iosseb Iremaschwili
Iosseb Georgi dse Iremaschwili (georgisch იოსებ გიორგის ძე ირემაშვილი, russisch Иосиф Георгиевич Иремашвили; * 6. Januarjul. / 18. Januar 1879greg. in  Urbnisi, Ujesd Gori, Gouvernement Tiflis, Russisches Kaiserreich; † 19. März 1945 im KZ Buchenwald) war ein georgischer Kindheitsfreund aus Gori und Mitseminarist am Orthodoxen Seminar in Tiflis von Josef Stalin, Anhänger der Menschewiki, georgischer Politiker, Nationalist und Gegner Sowjet-Georgiens.

## Leben
Wie Stalin wuchs Iremaschwili im Ujesd Gori auf und besuchte ebenfalls anschließend das Priesterseminar in Tiflis. Dort geriet er in Kontakt zu Anhängern der damals noch vereinten Sozialdemokratischen Arbeiterpartei Russlands (SDAPR), deren Mitglied er 1898 wurde. Im Gegensatz zu Stalin der sich zu einem illegalen Parteiarbeiter der SDAPR beziehungsweise später der Bolschewiki entwickelte, wurde Iremaschwili Anhänger der Menschewiki. Seit 1900 veröffentlichte er in der sozialdemokratischen Presse Artikel unter den Pseudonymen „Macharobeli“, „Nemsi“, „I. Partenaschwili“, „Partenaschwili“, „Naghwela“, „S. Partenaschwili“ und „S. P-Li“. Im Verlauf der Russischen Revolution von 1905 wurde Iremaschwili als inzwischen bekannter Anhänger der Menschewiki wegen seiner Parteimitgliedschaft verhaftet, eine zweite Verhaftung erfolgte am 28. August 1908.
Ab 1911 studierte Iremaschwili an der St. Wladimir-Universität (heute Nationale Taras-Schewtschenko-Universität) in Kiew. Nach dem Abschluss des Studiums kehrte er nach Georgien zurück und arbeitete als Lehrer in Gori. Dort unterrichtete er Stalins ersten Sohn Jakow, der nach dem Tod seiner Mutter; Stalins erster Ehefrau, Ketewan Swanidse, bei deren Verwandten in Georgien aufwuchs. Bis zur Februarrevolution 1917 war er als Lehrer am ersten Gymnasium für Jungen in Tiflis tätig, gleichzeitig engagierte er sich erneut politisch.
Nach der Februarrevolution wurde er 1917 Verwaltungsvorsitzender des Ujesd Duscheti Masra, der die heutigen georgischen Distrikte Duscheti, Mzcheti und Kasbegi umfasste. In den Jahren der georgischen Unabhängigkeit von Russland von 1918 bis 1921 war Iremaschwili Mitglied der Gründungsversammlung des Parlaments der Demokratischen Republik Georgien (1. georgische Republik) für die SDAP Georgiens und bis Ende 1919 dort Abgeordneter.
Iremaschwili widersetzte sich 1921 wie viele andere georgische Politiker der Invasion Georgiens durch die Rote Armee. Nach der Machtergreifung der Bolschewiki in Georgien wurde er mit vielen weiteren georgischen Politikern am 21. Mai 1921 von der Tscheka inhaftiert, um erwartete Proteste im Zuge des anstehenden Jahrestages der georgischen Unabhängigkeit am 26. Mai 1921 zu unterdrücken. Am 21. Februar 1922 wurde er erneut zusammen mit anderen Parteiführern der georgischen Menschewiki festgenommen, um Protestkundgebungen die zum Jahrestag der sowjetischen Besetzung Georgiens geplant waren, zu unterbinden. Am 23. März 1922 verurteilte ihn das Präsidium der Tscheka von Georgien zu 6 Monaten Gefängnis. Er verbrachte die Haftstrafe in Isolationshaft im Gefängnis Nr. 2 im Tiflisser Stadtteil Metechi.
Als das Präsidium der georgischen Tscheka im Oktober 1922 beschloss, eine große Gruppe politischer Gefangener in die Konzentrationslager der RSFSR zu deportieren, brach innerhalb des Gefängnisses eine Revolte aus, in deren Verlauf die Ausweisung von 62 politischen Gefangenen aus der Sowjetunion als Kompromiss ausgehandelt wurde. Am 9. Oktober 1922 wurde Iremaschwili zusammen mit den restlichen politischen Gefangenen in die Zweite Polnische Republik deportiert.
Anschließend erhielt er politisches Asyl in der Weimarer Republik und lebte von da in Berlin. Dort veröffentlichte Iremaschwili 1932 seine Erinnerungen in deutscher Sprache unter dem Titel Stalin und die Tragödie Georgiens. 1933 verließ er die SDAP Georgiens und trat der rechtsgerichteten georgischen Fraktion in Deutschland bei. Von den Nazis inhaftiert, verstarb Iremaschwili kurz vor Ende des Zweiten Weltkrieges im KZ Buchenwald. Als Todesursache wurde Lungenentzündung angegeben. Sein Bestattungsort ist unbekannt.

### Memoiren
Die von Iremaschwili 1932 veröffentlichten Memoiren galten in der westlichen Geschichtsschreibung lange als interessante Quelle, da sie nicht im Herrschaftsbereich Stalins verfasst wurden und folglich auch nicht zensiert werden konnten. (→Zensur in der Sowjetunion) Hierzu trug auch der Anspruch Iremaschwilis bei, die Charaktereigenschaften Stalins besser als jeder andere zu kennen. Der Historiker Helmut Altrichter sieht Iremaschwilis Buch nicht als unabhängige Quelle an, da Iremaschwili Stalin spätestens aufgrund der sowjetischen Besetzung Georgiens hasste und dies auch innerhalb seines Werkes immer wieder zum Ausdruck brachte.

## Veröffentlichungen
- Joseph Iremaschwili: Stalin und die Tragödie Georgiens. Selbstverlag, Berlin 1932, DNB 574152253.